# Emilie Burrer
Emilie Burrer (...) è un'ex tennista statunitense.

## Carriera
Nei tornei del Grande Slam ha ottenuto il suo miglior risultato raggiungendo i quarti di finale di doppio agli US Open nel 1969, in coppia con la connazionale Linda Tuero.